# Gustav Fabergé
Peter Gustav Fabergé (ryska: Петер Густав Фаберже), född 18 februari 1814 i Pärnu, död 29 oktober 1893 i Dresden, var en balttysk juvelerare samt far till Peter Carl Fabergé.
År 1842 grundade han smyckesföretaget Fabergé i Sankt Petersburg, som hans son senare ärvde.
Gustav Fabergé föddes i det dåvarande ryska kejserliga Guvernementet Livland (nuvarande Estland). Hans far, Pierre (1768–1858), var hantverkare och hade flyttat till Livland 1800. Fabergé pensionerades 1860, och flyttade vidare till Dresden (dåvarande Kungariket Sachsen).
År 2015 avtäcktes Gustav Fabergé-monumentet i Pärnu.